# Шехзаде Халиль
Шехзаде́ Хали́ль (тур. Şehzade Halil; 1347, Османский бейлик — 1360, там же) — сын Орхана Гази, правителя Османского бейлика, и византийской принцессы Феодоры Кантакузины.

## Биография
Халиль родился в 1347 году на территории Османского бейлика, однако точное место его рождения неизвестно. Шехзаде был единственным сыном Орхана Гази, правителя Османского бейлика, от его четвёртой жены, византийской принцессы Феодоры Кантакузины, брак с которой был заключён за год до рождения шехзаде. Помимо Халиля у Орхана Гази было по меньшей мере семеро детей от других жён. По отцу Халиль был внуком Османа Гази, основателя Османской империи, и Мал-хатун, «дочери Омер-бея»; по матери — византийского императора Иоанна VI Кантакузина и Ирины Асень.
В 1357 году Халиль был захвачен пиратами-христианами в плен в заливе близ Измита и доставлен в Фокею. Историк Халил Иналджик, автор статьи об отце Халиля в «Исламской энциклопедии», полагает, что захват Халиля на самом деле был для византийцев инструментом принуждения Орхана к миру. Византийским губернатором Фокеи на тот момент был Лев Калофет. Иоанн VI Кантакузин, дед Халиля и бывший император, предложил себя в качестве посредника в переговорах со Львом Калофетом, чтобы освободить мальчика. Калофет отказывался сотрудничать до тех пор, пока ему не заплатят выкуп в размере 100 000 иперпиров. В 1358 году отец Халиля лично встречался со Львом и передал ему выкуп за сына. Кроме того, Орхан подписал договор, по которому он прекращал набеги на византийские земли, а также отказался от поддержки Матфея, мятежного сына Иоанна Кантакузина во Фракии.
В рамках соглашения об освобождении Халиль был обручён со своей двоюродной сестрой, принцессой Ириной Палеолог — десятилетней дочерью императора Иоанна V Палеолога и Елены Кантакузины, родной сестры матери Халиля. Брак был заключён в 1359 году. Поскольку старший брат Халиля шехзаде Сулейман уже умер, семья Палеологов надеялась увидеть его в качестве нового наследного принца Османского бейлика. Однако шехзаде Халиль был казнён вместе с единокровным братом Ибрагимом Мурадом I в 1360 году.